# Стеноптеригии
Стеноптеригии (лат. Stenopterygius) — род ихтиозавров, чьи ископаемые остатки известны из юрских отложений Европы (возрастом 183,0—171,6 млн лет): Великобритании, Германии, Люксембурга и Франции. Представители рода вырастали до 4 м.
Отто Йекель в 1904 году выделил род Stenopterygius, изучив уже описанный Фридрихом Квенштедтом в 1858 году вид Ichthyosaurus quadriscissus. Роду дано название, происходящее от др.-греч. stenos — «узкий» и πτερυξ — «крыло» или, в данном случае, «плавник».

## Описание
Стеноптеригии похожи на более известных ихтиозавров, но имели меньший череп и более узкие ласты. Их прекрасно сохранившиеся окаменелости были найдены в Германии.
У Stenopterygius была удлинённая морда, вытянутая в виде клюва, вооруженная множеством крупных зубов. Конечности были преобразованы в ласты. Хвост заканчивался большим вертикальным полукруглым хвостовым плавником, имелся и треугольный спинной плавник. В одной хорошо сохранившейся окаменелости стеноптеригия сохранились следы кожи, по которым было определено, что его окраска была контрастной: на спине темнее, чем на животе.
Анализ ископаемых остатков, найденных в Германии в шахтах Хольцмадена, сохранивших небольшие фрагменты мягких тканей, показал, что внутренние слои кожи переходили в изолирующий жировой слой как у теплокровных животных.

## Палеобиология
Образ жизни стеноптеригиев был похож на образ жизни современных дельфинов. Они были быстрыми пловцами и проводили большую часть жизни в открытом море, где охотились на рыбу, головоногих моллюсков и других животных. Брюшные полости скелетов этих ихтиозавров часто содержат остатки такой пищи.
Одна из известных окаменелостей — остатки самки и детёныша, умерших при родах (все ихтиозавры были живородящими). Она доказала, что детёныши ихтиозавров рождались хвостом вперед, как и у современных китообразных. Такое положение детёныша не давало ему погибнуть до полного высвобождения из родового канала.

## Систематика
Систематика рода не устоялась: учёные относили род к различным кладам внутри отряда ихтиозавров. В конце XX века превалировало мнение, что род относится к семейству Stenopterygiidae Kühn, 1934, зачастую монотипическому. В начале XXI веке род обычно помещают в кладу Thunnosauria.
Положение рода в кладе Thunnosauria отряда ихтиозавров показано по работе 2010 года:

|  | Stenopterygius                                                                 |
|  |                                                                                |
|  | \| \| "Ophthalmosaurus natans" \| \| \| \| \| \| Ophthalmosauridae \| \| \| \| |
|  |                                                                                |
|  | "Ophthalmosaurus natans"                                                       |
|  |                                                                                |
|  | Ophthalmosauridae                                                              |
|  |                                                                                |

|  | "Ophthalmosaurus natans" |
|  |                          |
|  | Ophthalmosauridae        |
|  |                          |

|  | Stenopterygius                                                                 |
|  |                                                                                |
|  | \| \| "Ophthalmosaurus natans" \| \| \| \| \| \| Ophthalmosauridae \| \| \| \| |
|  |                                                                                |
|  | "Ophthalmosaurus natans"                                                       |
|  |                                                                                |
|  | Ophthalmosauridae                                                              |
|  |                                                                                |

|  | "Ophthalmosaurus natans" |
|  |                          |
|  | Ophthalmosauridae        |
|  |                          |

### Классификация
В 2008 году Майкл Майш провёл крупную ревизию рода, изучив более 100 образцов ихтиозавров. В результате к роду были отнесены 2 вида, ранее считавшихся ихтиозаврами, выделен новый род Hauffiopteryx, синонимизированы или объявлены nomen dubium некоторые биномены, относимые к роду Stenopterygius.
По данным сайта Paleobiology Database, на июнь 2021 года в род включают 11 вымерших видов:
- Stenopterygius aaleniensis Maxwell et al., 2012
- Stenopterygius cayi Fernandez, 1994
- Stenopterygius cuneiceps McGowan, 1979
- Stenopterygius longifrons (Owen, 1881)
- Stenopterygius longipes (von Wurstemberger, 1876)
- Stenopterygius macrophasma McGowan, 1979
- Stenopterygius megacephalus von Huene, 1922
- Stenopterygius megalorhinus von Huene, 1922
- Stenopterygius quadriscissus (Quenstedt, 1858)
- Stenopterygius triscissus (Quenstedt, 1856)
- Stenopterygius uniter (von Wurstemberger, 1876)

Ещё 2 вида, Stenopterygius eos и Stenopterygius intercedens, названы, но их научное описание неизвестно.
Также к роду относят 3 таксона в статусе nomen dubium: Stenopterygius banzensis Heune, 1922, Stenopterygius hauffianus von Huene, 1922, Stenopterygius promegacelaphus Maisch, 2008.

### Отдельные представители
Stenopterygius quadriscissus известен по лектотипу GPIT 43/0219-1 — полному сочлененному скелету, в котором сохранился очень крупный эмбрион. Лектотип являлся скелетом самки длиной около 3,15 м. Он найден в подзоне Harpoceras elegantulum-exaratum зоны Harpoceras falcifer сланцев Посидонии в Хольцмадене, датированной ранним тоарским ярусом юрской системы (около 182 млн лет назад). Майш отнёс к этому виду ещё 30 образцов, найденных в Доббертине и Хольцмадена (Германия) и Дюделанже (Люксембург).
Stenopterygius triscissus описан по голотипу GPIT 12/0224-2 — полному сочлененному скелету. Это была взрослая особь, не достигшая полной зрелости, длиной около 2,1 м. Скелет был найден в подзоне Harpoceras exaratum-elegans зоны Harpoceras falcifer сланцев Посидонии в Омдене, относящейся к средине — началу тоарского яруса. Майш отнёс к этому виду 13 окаменелостей, найденных в отложениях Англии, Франции, Германии, Люксембурга и Швейцарии того же времени.
В 2011 году к виду S. triscissus отнесли образцы BRLSI M1405, BRLSI M1407, BRLSI M1408, BRLSI M1409, найденные в раннем троарском известняке Бикон из Ilminster (Англия). Все они представляют собой почти полные скелеты или черепа особей подросткового или детского возраста.
Stenopterygius uniter описан по голотипу SMNS 14216 — полному сочлененному скелету, который был уничтожен во время Второй мировой войны. Голотип являлся скелетом взрослого животного длиной около 3,35 м. Майкл Майш предложил неотип — образец GPIT 1491/10, почти полный сочлененный скелет. Это была взрослая особь, не достигшая полной зрелости, длиной около 2,34 м. Образец был найден в тоарской зоне Harpoceras falcifer сланцев Посидонии в Хольцмадене. Майш отнёс к этому виду ещё 10 образцов из Хольцмадена.
В 2012 году описан Stenopterygius aaleniensis — среднеюрский вид из юго-западной Германии.